# Кулишев, Артём Александрович
Артём Александрович Кулишев (род. 26 августа 1993) — российский футболист, вингер клуба «Ленинградец».

## Биография
Занимался в футбольной школе ФК «Ростов». 2 августа 2013 года дебютировал в основном составе ФК «Ростов» в Премьер-лиге в матче с махачкалинским «Анжи», всего за основной состав клуба сыграл два матча в чемпионате и один в кубке. В сезоне 2014/2015 играл на правах аренды за «Витязь» Подольск.
1 июля 2015 года перешёл в «Динамо» Санкт-Петербург, сначала на правах аренды, затем подписал с клубом контракт. В сезоне 2016/17 стал победителем зонального турнира второго дивизиона и занял третье место в споре бомбардиров своей группы с 13 голами. В сезоне 2017/18 стал лучшим бомбардиром первенства ФНЛ, забив 17 голов.
С 2018 года выступал за «Оренбург». В сезоне-2020/21 он был игроком «Чайки» из Песчанокопского. Вторую половину 2021 года полузащитник провёл в «Факеле», а зимой 2022 года, после расторжения контракта с воронежским клубом, перешёл в краснодарскую «Кубань», за которую сыграл в весенней части сезона-2021/22 10 матчей. Сезон 2022/23 провёл в ярославском «Шиннике», с которым был заключён контракт на 1 год. Летом 2023 года перебрался в «Химки», заключив контракт на 2 года.
Зимой 2025 года покинул «Тюмень» и перешел на правах свободного агента в «Ленинградец».